# Пурусзавр
Пурусзавр (Purussaurus) — рід викопних кайманів, що мешкали у Південній Америці приблизно 8 млн років тому. Через фрагментарність знахідок і лише повністю знайденого черепа важко розрахувати довжину тварини. На думку вчених пурусзавр досягав довжини 10-15 м і ваги 7 т.
Полював методом засідки на дні водойми. Могли живитись величезними мастодонтами.

## Опис
Головна відмінна риса пурусзавра — його важкі масивні потужні щелепи довжиною близько 1.5 м. Цей крокодил вважається володарем найсильніших щелеп, і, судячи зі всього, найпотужніших . Хоча цей крокодил і не був найдовшим, його щелепам немає рівних у всьому класі рептилій.
Отже, головною зброєю пурусзавра були його могутні щелепи і зуби. Щелепи його були дуже широкі, вони забезпечували надзвичайно велику силу стиснення, сильнішого, ніж навіть у тиранозавра. Вони були досить широкими, з масивним скелетом. У задній частині щелеп зуби були такі великі і гострі, як і спереду, а це все означає, що пурусзавр міг полювати на дуже великих тварин. Прикус цього древнього крокодила був приблизно такий же, як і у сучасних алігаторів і кайманів, тобто зуби верхньої щелепи заходили за краї зубів нижньої щелепи, а не у проміжки між ними, як це повинно бути у справжніх крокодилів.